# La Rose des sables
La Rose des sables (en àrab لوس, وردة الرمال, Louss, warda al-rimal) és una pel·lícula algeriana dirigida per Rachid Benhadj, estrenada el 1989.

## Argument
Un jove discapacitat anomenat Moussa va a l'escola en un oasi. La seva germana Zineb ha de cuidar-lo i protegir-lo. Al desert, a Moussa li agradaria fer créixer un roser...
Una pel·lícula poètica i sensible, “un himne a la solidaritat i a l'esperança”.

## Repartiment
- Boubakeur Belaroussi : Moussa
- Dalila Helilou : Zineb
- Athmane Ariouet : Tahar
- Sirat Boumediène : Rachid
- Karima Hadjar : Meriem
- Nawal Zaatar : Samia
- Doudja : Bakhta

## Distincions
- Premi de la crítica al Festival de Cinema Mediterrani de Montpeller el 1989.[3][4]
- Golfinho de Ouro al Festróia, de 1990.